# 漫才学校
漫才学校（まんざいがっこう）は、ABCラジオが1954年1月9日から1956年10月20日まで放送していたバラエティ番組。期間のうち、1956年5月12日から終了までは新・漫才学校（しんまんざいがっこう）と改題した。ここではその『新・漫才学校』も記する。阪急電鉄1社提供。1956年に映画化された。

## 概要

### 沿革
宝塚新芸座の1953年1月公演から開始された、秋田實の演出による同名の舞台公演が発端である。これは新芸座所属の漫才師や俳優が相方を変えながら掛け合いをしつつストーリーを展開するバラエティーショーであり、ABC・NJBによる合同の公開録音番組「新芸座の夕べ」において放送され、評判を取った。3月公演からのちに放送版の司会となるミヤコ蝶々・南都雄二が加わった。
同公演の原案・企画を担当した阪急阪神東宝グループの創始者である小林一三が、阪急電鉄宣伝課の伊藤邦輔を通じてABCラジオに企画を持ち込み、『お笑い太閤記』に代わって番組がスタートした。舞台公演同様のフォーマットで、各地の劇場で公開録音する形式を取った。
当時の番組プロデューサー・松本昇三は「中学生向きで、大人が喜ぶような放送とは思えんかった」と、番組の出来を疑問視していたが、1955年2月の聴取率調査では57.5%を記録し、同年の在阪局視聴率でABCが総合順位トップになる原動力となった。出演者のひとり、秋田Aスケは「開演前に客が劇場を三重に巻いているんです」とその人気ぶりを回想している。
1956年5月、秋田が門下の漫才師を率いて宝塚新芸座を退団したため、出演者を一新して「新・漫才学校」としてリニューアル。同年の10月に終了した。

### 内容
架空の学校を舞台に、「校長」役のミヤコ蝶々と「生徒」役の漫才師・俳優による、漫才的な掛け合いや大喜利を基調としたスピーディーな台詞による喜劇パートとミュージカル的な歌のパートから成った。

### 放送時間
毎週土曜日午後7時20分 - 7時50分 → 毎週土曜日午後8時00分 - 8時30分

## 出演

### 漫才学校
- 校長：ミヤコ蝶々
- 生徒：夢路いとし・喜味こいし、秋田Aスケ・Bスケ、笑福亭松之助、森光子、千城いづる 他
- 用務員：南都雄二

## 映画版
放送期間中の1956年から1957年にかけ、松竹京都撮影所の製作で3作の劇映画版「漫才学校」シリーズが製作・公開された。
- 漫才学校 爆笑八人組（1956年7月22日公開 穂積利昌監督）[2][3] ※『漫才学校 第一部 一日校長の巻』とする宣伝資料もあり
- 漫才学校 第二部 ガヤガヤホテル（1956年11月5日公開 穂積利昌監督）[4][5]
- 漫才学校 第三部 ゴリラ大暴れ（1956年12月29日公開 穂積利昌監督）[6][7]

## エピソード
- 放送台本は「秋田實・作」とクレジットされたが、当初手がけられた秋田の台本は蝶々が見て「おもろない」ものばかりだったため、ほとんど蝶々自身や志摩八郎によって書かれることになった[1]。
- 開始当初は教師役[1]、のちに生徒役として出演した森光子はこの時期ABCの専属タレントであり、この番組で力を付け、同局制作のテレビ喜劇番組でも活躍。番組終了後の3年後に芸術座に引き抜かれ、東京へ進出するに至る。
- 1978年10月29日放送の、秋田の一回忌追善特別番組『秋田實追悼記念番組 漫才・ばんざーい』（ABCテレビ）内で「復活」し、当時の若手漫才コンビらが生徒役で出演した。校長は片岡あや子（吉本新喜劇）[8]。